# Monastero di Sant'Anna de aquis vivis
Il monastero di Sant'Anna a Monte, già Monastero di San Benedetto, è un antico edificio religioso che si trova sulla cima del Monte Crestagallo nel comune di Mondragone, in provincia di Caserta (Campania).
Il Monastero è soprannominato De Aquis Vivis (letteralmente Delle Acque Vive) per via della sua vicinanza ad una sorgente di acque perenni, considerate miracolose.

## Storia

### Origini e sviluppo
La storia del Monastero risale almeno al XIV secolo, periodo in cui un gruppo di umili eremiti si stabilì sulle alture del Monte Crestagallo nella provincia di Terra di Lavoro. Lì i confratelli iniziarono a vivere in povere celle di fortuna e il loro sostentamento si basava pressoché sulla sola elemosina.
Successivamente, sempre in quel periodo, si vide sorgere una chiesetta di umile costruzione e dedicata a Sant'Anna, la madre di Maria. Il ringraziamento per la sua edificazione si deve all'allora regina consorte di Napoli, Sancha d'Aragona (1285–1345), moglie di re Roberto d'Angiò. Infatti, alla richiesta di un essenziale appezzamento di terra coltivabile per la sopravvivenza degli eremiti, il 1º ottobre 1325 la regina concesse loro con generosità e devozione ben 12 moggi di terreno (corrispondenti a circa 40378 m² attuali). Con il suo beneplacito, quindi, la regina autorizzò fra Benvenuto da Sarzana ad aggiungere all'allora piccola Chiesetta di Sant'Anna alcune celle, che sarebbero servite ad aiutare tutti gli eremiti ad avere maggiore riservatezza nei momenti di preghiera.
Con l'aumentare del numero di confratelli, si rese necessaria l'affiliazione a un ordine religioso. Si misero sotto la regola dell'Ordine di San Benedetto (Benedettini) e furono posti sotto la giurisdizione del Monastero del Sacro Speco di San Benedetto a Subiaco, in Lazio. Proprio in quel periodo infatti prendeva il nome di Monastero di San Benedetto, in località Acqua Viva. Il come mai non si posero sotto la tutela della più vicina Abbazia di Montecassino non è noto, forse per avere più autonomia. Rimasero affiliati a Subiaco fino al 1467, anno in cui furono posti sotto Montecassino.
Il 25 novembre 1342 la piccola chiesa venne ampliata a vero e proprio monastero, secondo le regole di San Benedetto, grazie all'autorizzazione di Bonaggiunta, vescovo di Carinola, il quale accolse le richieste di monaci inviati da Subiaco. Tuttavia, la concessione stabiliva in cambio, tra le altre richieste, un pagamento pecuniario annuo.
Nacque così un nuovo Monastero, al quale vennero poi donate ulteriori somme ed eredità da privati cittadini devoti, timorati per la propria anima o per quella dei loro defunti.
Molto spesso in alcuni scritti antichi l'edificio religioso veniva chiamato erroneamente "Convento di San Benedetto" sito in località di Sant'Anna di Rocca Mondragone.
Per quanto riguarda l'interesse e l'assenso reale, il monastero venne retribuito di 12 (poi 14) once d'oro annualmente, somma stabilita per volere della regina Giovanna I di Napoli. Tale somma venne successivamente confermata anche dal re Carlo III di Napoli e dalla regina Giovanna II di Napoli. Inoltre, la regina consorte Margherita di Durazzo, moglie di Carlo III, concesse ai monaci la possibilità di costruire un mulino.

### Abbandono e decadimento

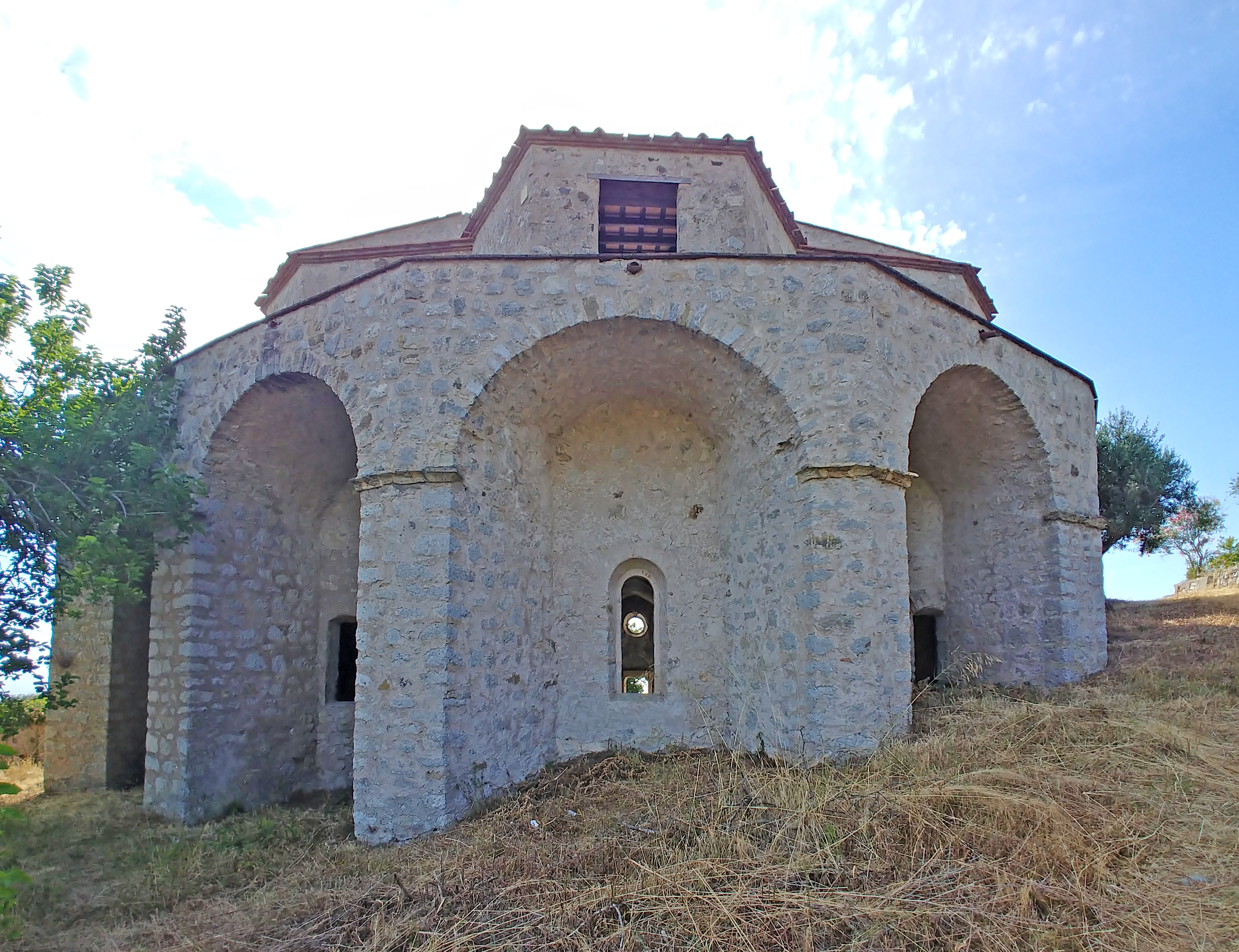
Apparato di contrafforti che cinge le absidi della chiesa, risalente al XVII secolo

Con il passaggio dalla giurisdizione di Subiaco a quella di Montecassino nel XV secolo, il destino del monastero di Sant'Anna attraversò lentamente un lungo declino.
Il monastero fu infatti abbandonato, ripreso e restaurato più volte, fino agli inizi del XVIII secolo, quando furono realizzate nuove decorazioni con la speranza di far risorgere nuovamente l'interesse dei fedeli in quel luogo. Ma ormai la vita locale si era sviluppata al disotto del monte e le chiese di pianura, più velocemente e facilmente raggiungibili, crescevano brulicanti di fedeli.
Così, abbandonato il luogo di culto, nel XIX secolo l'intera zona collinare venne acquistata da un ricco signorotto locale e rimase in mani private per un lungo periodo. Durante questo spaccato di storia, il territorio del monastero venne interessato da nuove costruzioni e i terreni ospitarono varie colture.

### Stato attuale
Comprato dal prof. Emilio Lapiello per salvarlo dal decadimento e quale ringraziamento alla terra natia, viene donato in suo onore dagli eredi nell'anno 2000 alla Diocesi di Sessa Aurunca che ne inizia il restauro  ma che dopo pochi anni ne interrompe la cura, la stessa che dal 1818 aveva anche inglobato il territorio della ormai soppressa Diocesi di Carinola e alla quale faceva parte anche tutto il territorio di Mondragone.
Dopo 22 anni di abbandono nel marzo del 2023 viene restituito agli eredi del prof.  Emilio Lapiello che con l'aiuto della ASD La Colombaia APS hanno in progetto di ripristinare il sito e renderlo fruibile alla cittadinanza.

## Descrizione

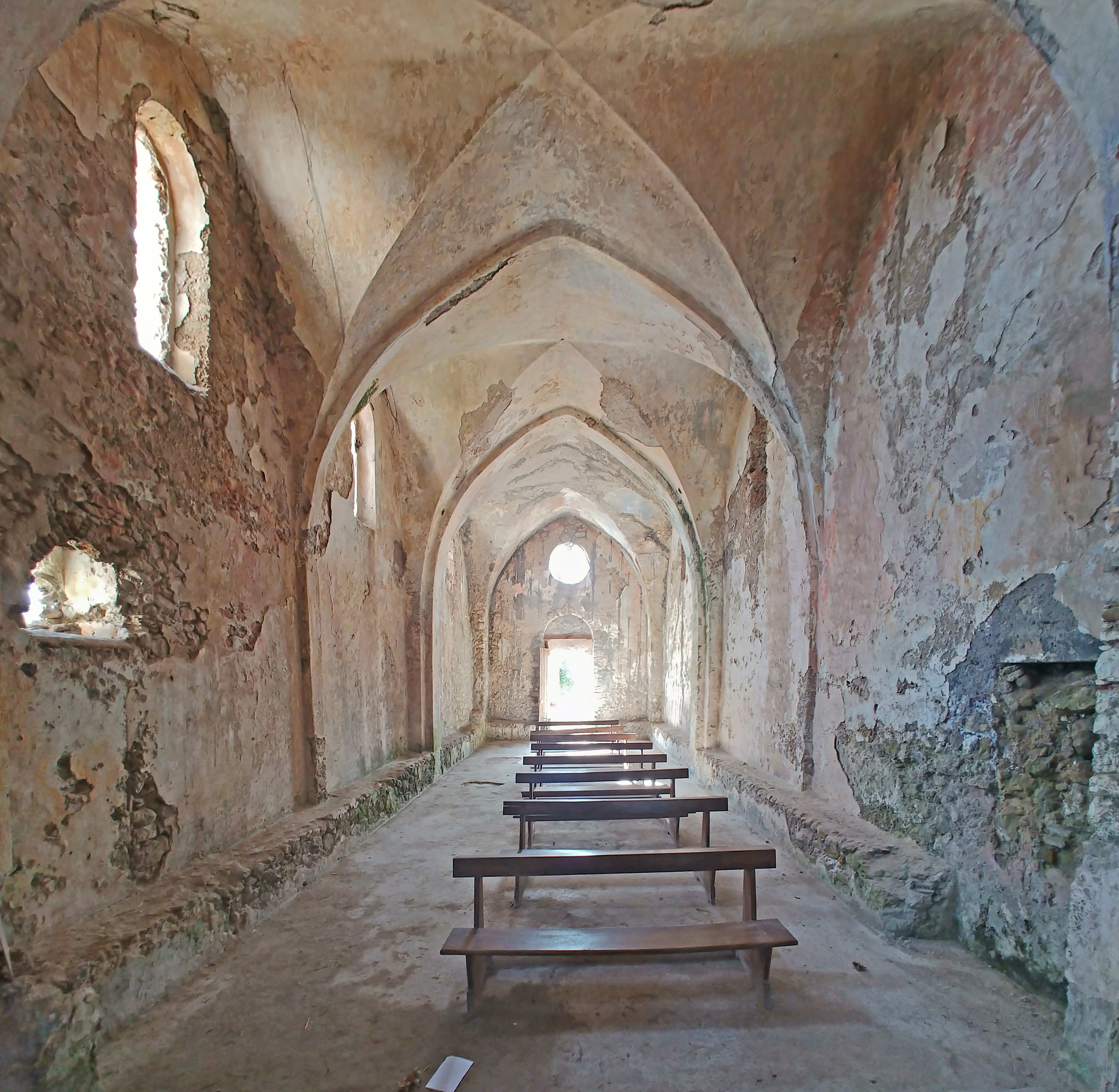
Interno della chiesa verso la controfacciata

Il monastero, che ha avuto per secoli un ruolo di una certa importanza all'interno del suo territorio, è stato tuttavia abbandonato per molti decenni e solo recentemente ha avuto un primo tentativo di restauro e riqualificazione, che tuttavia non si è rivelato conclusivo.
La struttura del complesso, che si presenta articolata in vari corpi di fabbrica (per via della loro diversa funzione) venne realizzata in pietra calcarea e cementificata con malta.
Nonostante il complesso monasteriale si presenti oggi pressoché come un rudere, esso è comunque analizzato per via delle sue importanti caratterizzazioni storico-architettoniche.
Prima di giungere alla chiesa, si devono attraversare i resti del monastero, che appaiono in rovine, scarnificati. L'ingresso avviene attraversando un arco in pietra.
Dalla planimetria del complesso si possono individuare diverse zone: la chiesa vera e propria con pianta a croce latina, ad una navata e con tre absidi a pianta pintagonale; due cortili, uno più grande e uno più piccolo; la sagrestia, nella parte antero-sinistra della chiesa; i resti del chiostro con una cisterna nella sua area; poi si individuano lungo il perimetro del complesso sei zone (4 a sinistra e 2 a destra della chiesa) adibite per officine e depositi. A poca distanza dal complesso, alle spalle dell'abside della chiesa, troviamo la torre colombaia e una grossa vasca di raccolta delle acque. Infine, a destra del complesso abbiamo un terrazzo pergolato, mentre a sinistra quella che era l'antica strada di accesso.
Lo spazio contraffortato che cinge le absidi della chiesa ha caratteristiche stilistiche e costruttive che sono attribuibili a uno periodo successivo, con molta probabilità al XVII secolo.
La colombaia, invece, si presenta in quattro ordini, di cui spicca certamente il netto distacco tra il primo e gli altri tre superiori. Infatti il primo è certamente più antico e realizzato come il resto del complesso in pietra calcarea, mentre il resto della torre è di un periodo successivo e realizza in opera di mattoni.

## Galleria d'immagini

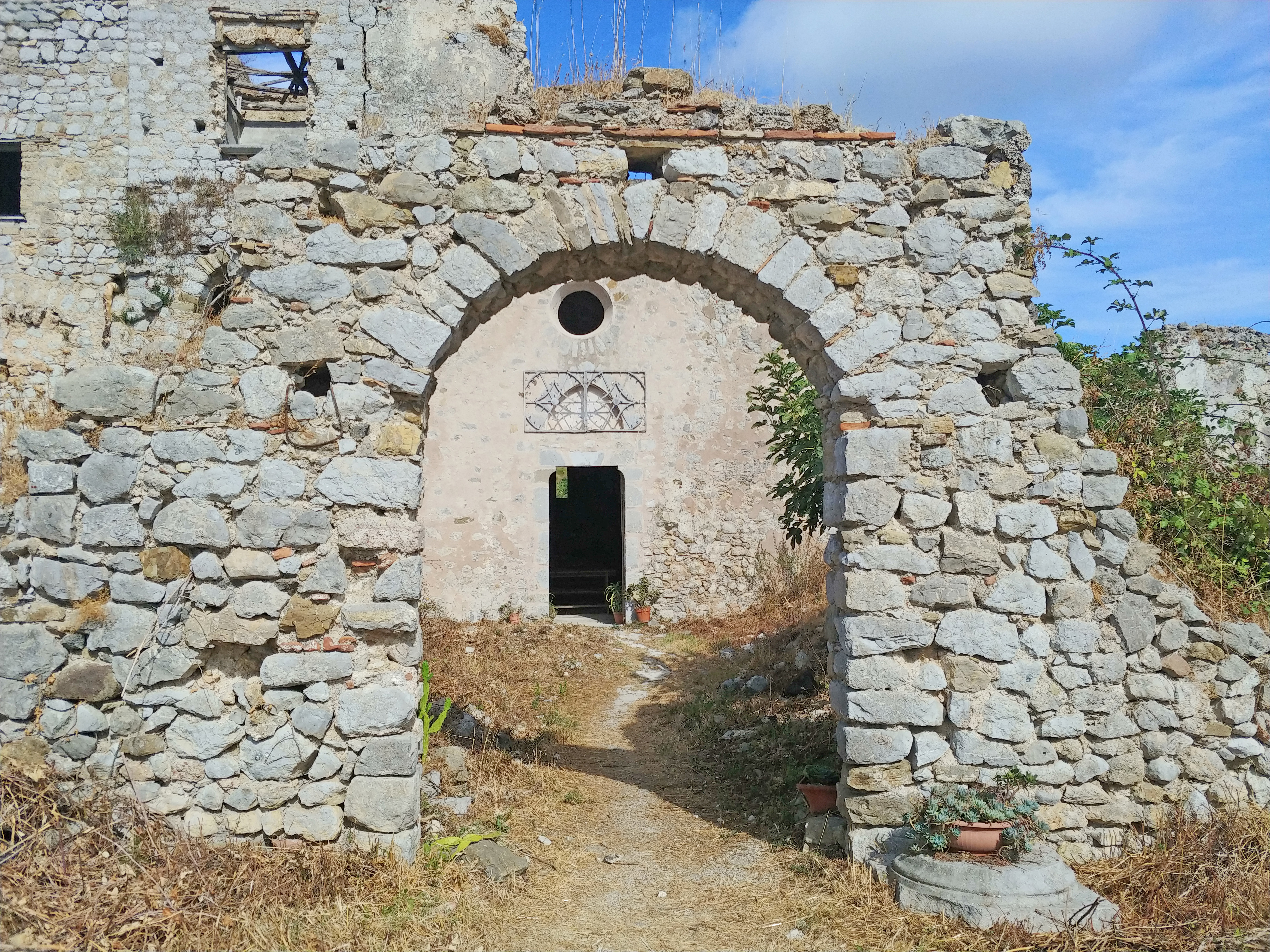
Ingresso principale del monastero
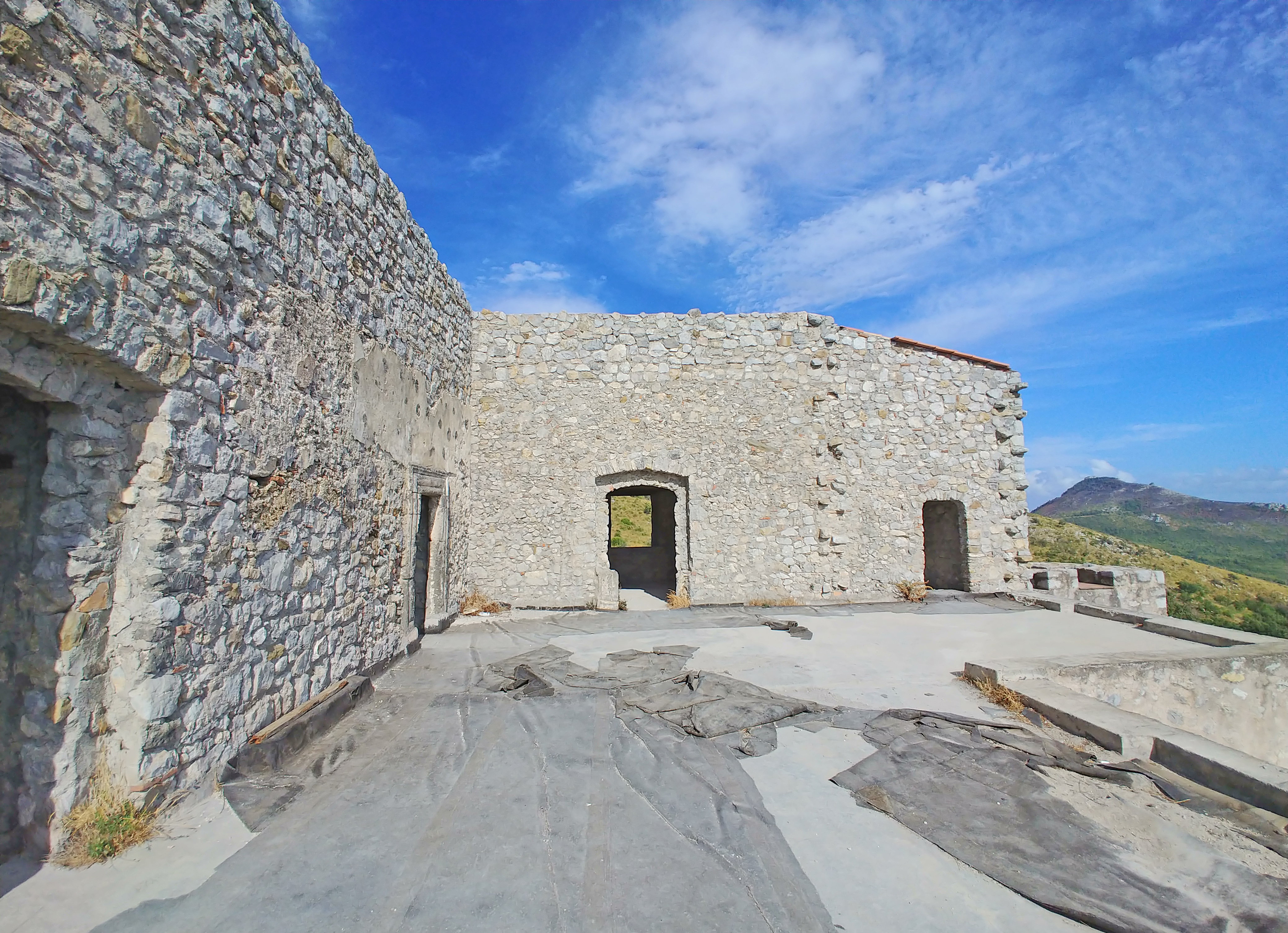
Piano superiore
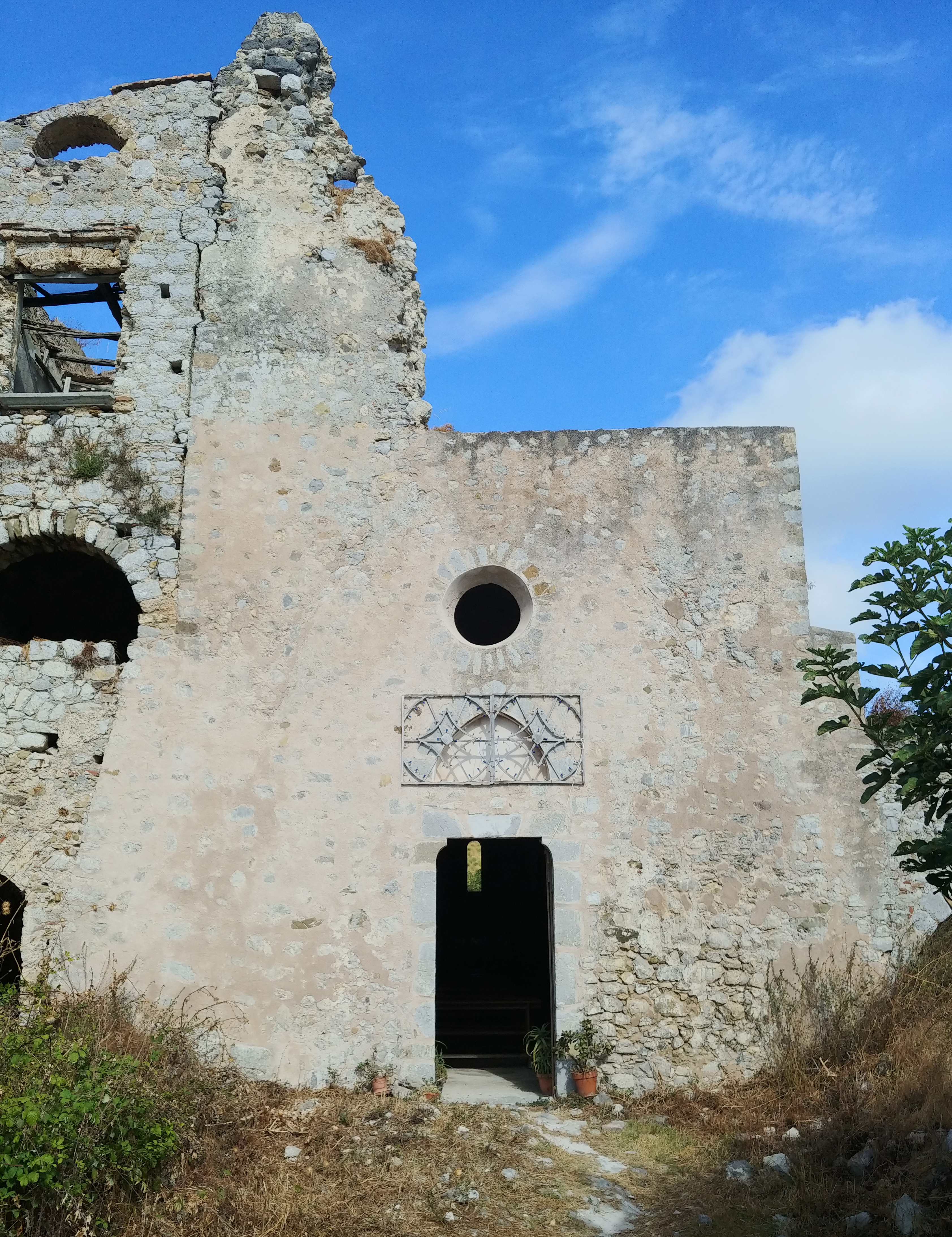
Facciata della chiesa
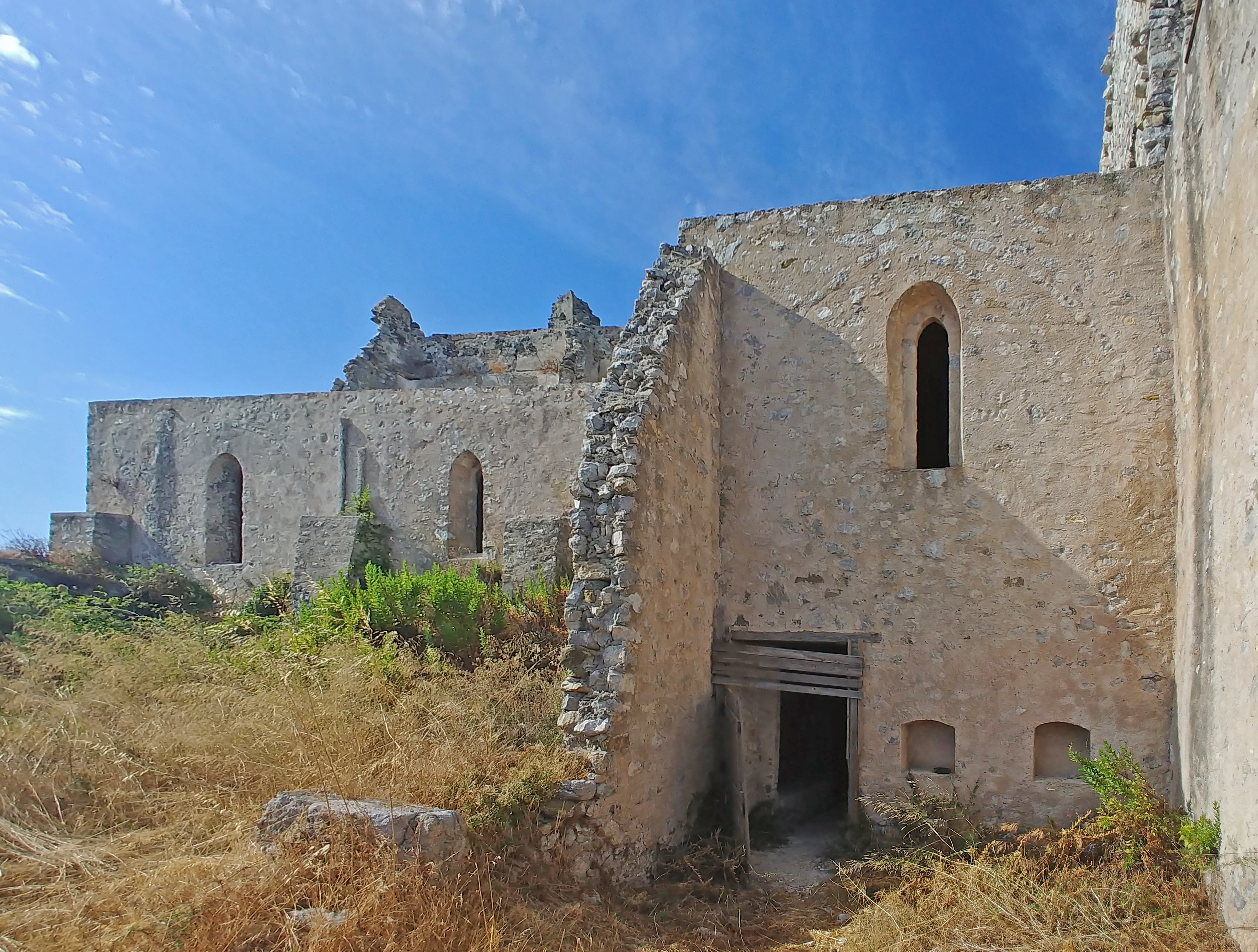
Fianco destro
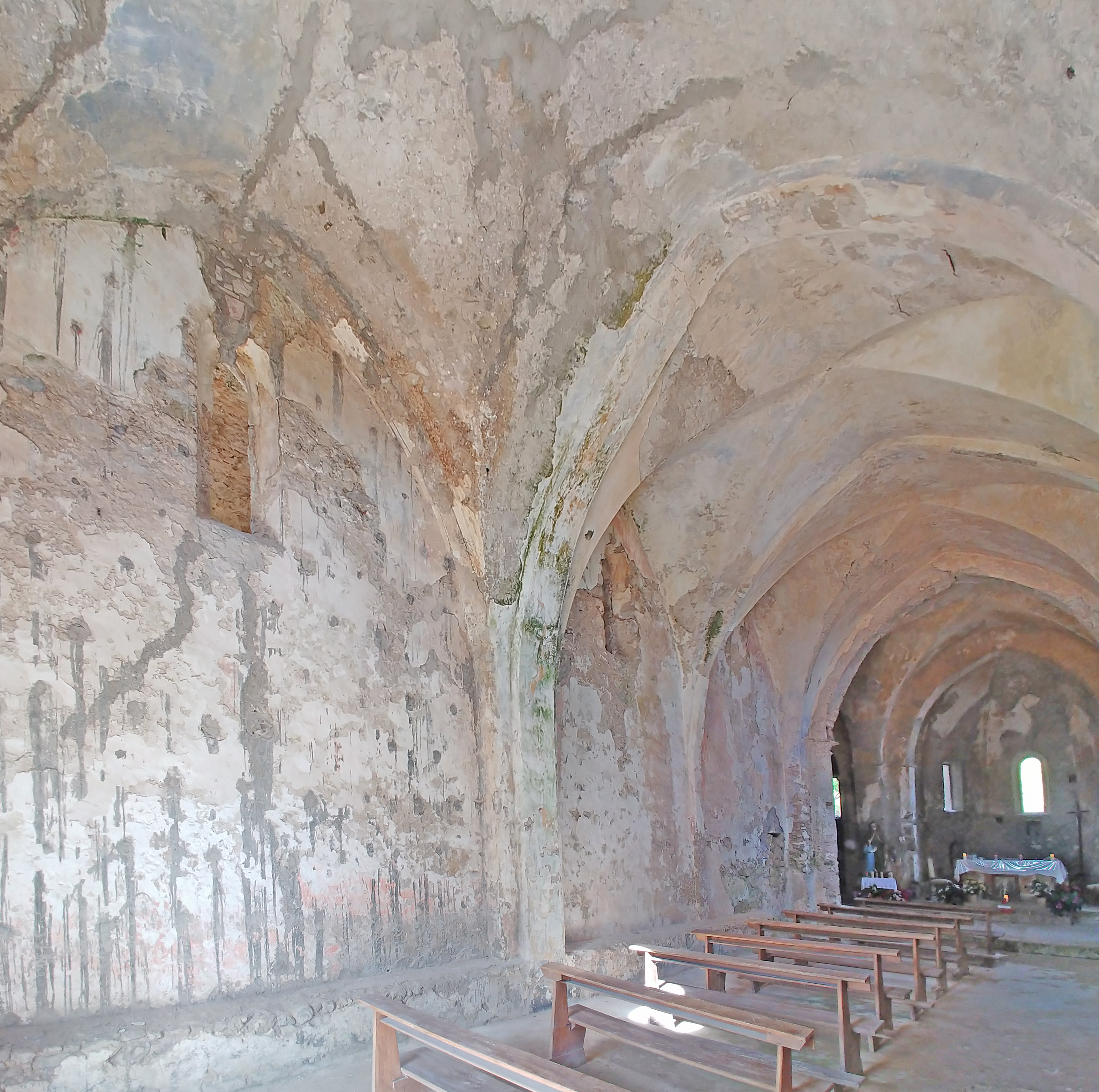
Interno
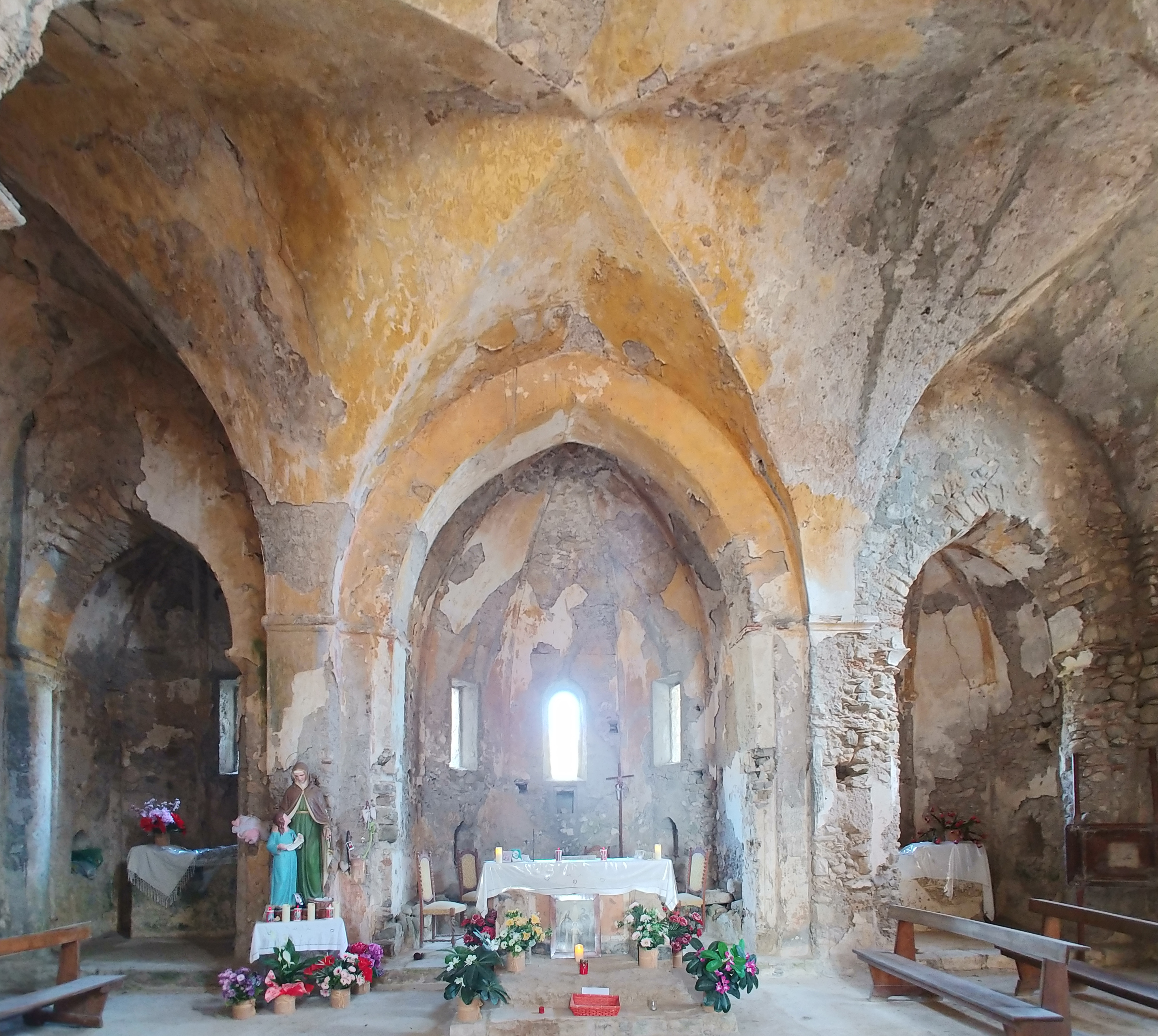
Transetto e absidi